# Пинкас, Мати
Мати́льда Пи́нкас, более известная как Ма́ти Пи́нкас (11 августа 1921, София — 18 августа 2016, София) — болгарская оперная и камерная певица (лирическое сопрано). Профессор Национальной музыкальной академии (1981). Народная артистка НРБ.

## Биография
Родилась в Софии в образованной еврейской семье. Мать хорошо знала французский и часто пела французские и болгарские песни и романсы. Матильда в раннем возрасте потеряла отца и росла с младшей сестрой в стеснённых финансовых условиях. Учась в школе, Пинкас помогала матери переписыванием нот. Участвовала в школьных концертах. В 14-летнем возрасте начала занятия вокалом с Х. Морфовой, а после её гибели в 1936 году продолжила подготовку в школе Л. Прокоповой. После окончания гимназии поступила в Национальную музыкальную академию.
С началом Второй мировой войны вступила в антифашистский боевой отряд РМС и была вынуждена оставить занятия музыкой. В феврале 1943 гитлеровцы раскрыли отряд, Пинкас перешла на нелегальное положение, 10 мая 1943 заочно приговорена военно-полевым судом к смертной казни, скрывалась в Пловдиве, а затем в Панагюриште. После войны вернулась в Софию и продолжила музыкальное образование. Окончив Академию в 1946 году, поступила солисткой в ансамбль Министерства внутренних дел. В 1947 году вышла замуж за писателя Арманда Баруха (1908—1990).
По конкурсу в 1950 году принята стажёром в Софийскую оперу, в 1951 зачислена в штат, дебютировала в роли Ксении в опере М. П. Мусоргского «Борис Годунов». В театре служила до 1975 года, выходила на сцену вплоть до 1981 года.
Стажировалась у Х. Брымбарова, в Италии у М. Лопард и К. Тальябуэ, в Австрии у Марии Бранд, в 1958—1959 — в Большом театре в Москве.
В 1950-60-е с успехом гастролировала в Европе: Румынии, Чехословакии, СССР, Бельгии, Нидерландах, Польше, Германии, Греции, Венгрии, Израиле.
В 1970-е, ещё будучи солисткой оперы, начала преподавать в Музыкальной академии. В 1975 стала доцентом, в 1981 — профессором. Принадлежит к когорте наиболее значительных вокальных педагогов Болгарии. В 1989 году вышла на пенсию, но продолжала работать в Академии до 1995 года, а после этого на протяжении 11 лет преподавала в Испании, давала мастер-классы в разных странах, была членом жюри на конкурсах оперных певцов. В числе учеников Мати Пинкас известные певцы, лауреаты конкурсов и почётных званий, в том числе Д. Такова, М. Пенчева, М. Карпатова.
Умерла после непродолжительной болезни 18 августа 2016 года.

## Творчество
За 30-летнюю сценическую карьеру Пинкас участвовала более, чем в 1000 оперных представлений и исполнила 48 ролей, в их числе: Маргарита («Фауст» Ш. Гуно), Микаэла («Кармен» Ж. Бизе), Памина и Сюзанна («Волшебная флейта» и «Свадьба Фигаро» В. А. Моцарта), Марселина («Фиделио» Л. ван Бетховена), Манон («Манон» Ж. Массне), Лю, Мими и Лауретта («Турандот», «Богема» и «Джанни Скикки» Дж. Пуччини), Татьяна («Евгений Онегин» П. И. Чайковского), Наташа («Война и мир» С. Прокофьева), Настя («Семья Тараса» Д. Кабалевского), Катарина («Укрощение строптивой» В. Шебалина), Иглика («Хитрый Петр» В. Стоянова).
Была первой исполнительницей в Болгарии монооперы «Человеческий голос» на болгарском (в собственном переводе, 1970) и французском (1976) языках и вокально-симфонического монолога «Дама из Монте-Карло» Ф. Пуленка. С участием Пинкас осуществлена первая постановка болгарской оперы в Бельгии: «Сорвиголова» П. Хаджиева.
Помимо оперной карьеры, Пинкас получила популярность как исполнительница камерных произведений. Она придумала форму тематических концертов и готовила свои программы в мельчайших деталях. Всего подготовила 29 тематических концертов, многие из вошедших в программы произведений исполнялись в Болгарии впервые, например, вокальные произведения М. Равеля, М. де Фалья, П. Хиндемита и Б. Бриттена, С. С. Прокофьева. Пинкас сама переводила тексты или обращалась к переводчикам, представляла песни и на оригинальном языке, перемежая их поэтическими номерами, которые исполняли чтецы. Среди тем концертов были французская, болгарская, испанская, русская и советская музыка. Многие песни болгарских композиторов П. Хаджиева, П. Владигерова, Д. Сагаева, Д. Петкова, С. Обретенова, Т. Попова, Г. Златева-Черкина, В. Стоянова и других впервые прозвучали на концертах Пинкас, а часть песен специально написаны для неё. Концерты всегда отличались красивым и интеллигентным пением, индивидуальностью, подлинной эмоциональностью и драматизмом и неизменно привлекали любителей музыки.
Исполнение Мати Пинкас отличалось выровненностью регистров, лёгкостью и естественностью перехода в верхний регистр, ясная дикция. Пение было осмысленным и подчинённым драматургии. С годами голос стал более насыщенным, получил более плотные тембровые краски, но сохранил чистоту и полётность верхних нот.
Записи произведений в исполнении Мати Пинкас выходили на пластинках студии «Балкантон» и имеются в Золотом фонде болгарского радио.

## Награды
- Народная артистка НРБ;
- Лауреат премии «Золотая лира» Союза музыкальных деятелей Болгарии;
- Доктор гонорис кауза Национальной музыкальной академии (2001);
- Орден «9 сентября 1944 года» (1972)[11]
- кавалер орденов и медалей.